# Farinole
Farinole (korsisch Ferringule) ist eine Gemeinde im französischen Département Haute-Corse auf der Insel Korsika. Sie gehört zum Kanton Cap Corse im Arrondissement Calvi. Die Bewohner nennen sich Farinolais oder Ferringulesi.

## Geografie
Das Siedlungsgebiet liegt durchschnittlich auf 200 Metern über dem Meeresspiegel auf dem Cap Corse und besteht aus den Dörfern Sparagaggio, Bracolaccia, Poggio, Pescatoja, San Daniello und Marine de Farinole. Die Gemeinde grenzt im Nordwesten an das Mittelmeer und im Westen an den Golf von Saint-Florent. Die Nachbargemeinden sind Olmeta-di-Capocorso im Norden, Santa-Maria-di-Lota im Nordosten und Osten sowie Patrimonio im Südosten und Süden. 

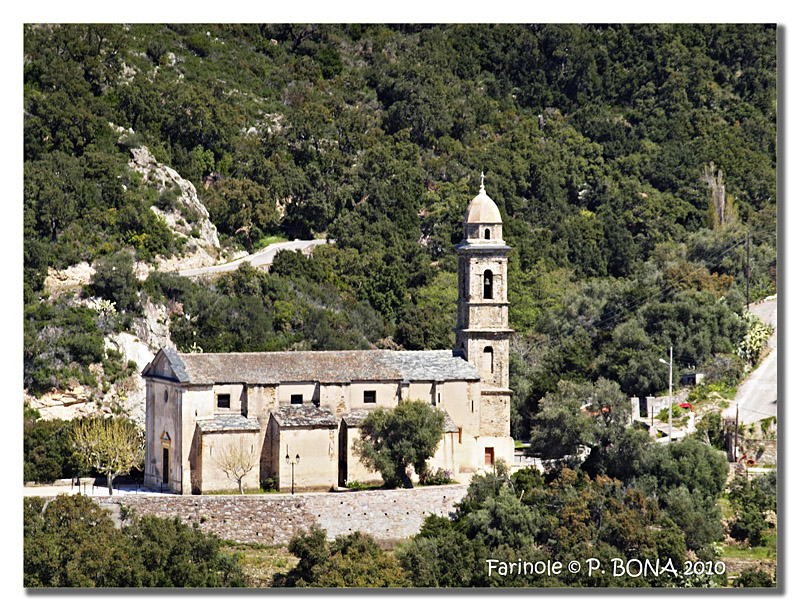
Kirche Saint-Côme et Saint-Damien
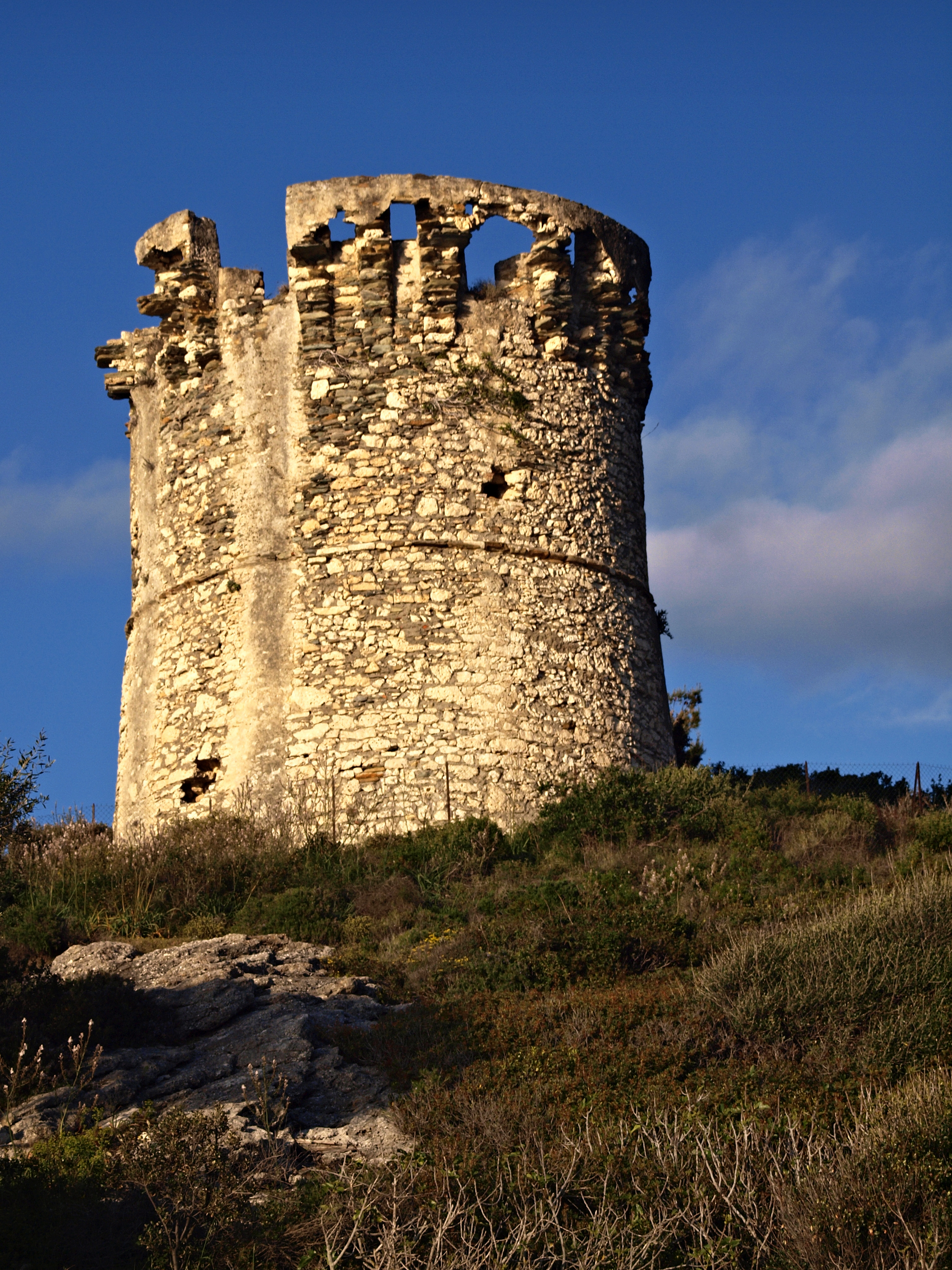
1562 erbauter Genueserturm von Farinole

## Bevölkerungsentwicklung
| Jahr      | 1962 | 1968 | 1975 | 1982 | 1990 | 1999 | 2008 | 2017 |
| --------- | ---- | ---- | ---- | ---- | ---- | ---- | ---- | ---- |
| Einwohner | 127  | 121  | 131  | 148  | 176  | 179  | 216  | 228  |

## Wirtschaft
In Farinole gibt es Rebflächen des Weinbaugebietes Patrimonio.